# Калінко
Калінко (пол. Kalinko) — село в Польщі, у гміні Жгув Лодзький-Східного повіту Лодзинського воєводства.
Населення — 467 осіб (2011).

## Демографія
Демографічна структура станом на 31 березня 2011 року:
|          | Загалом | Допрацездатний вік | Працездатний вік | Постпрацездатний вік |
| -------- | ------- | ------------------ | ---------------- | -------------------- |
| Чоловіки | 232     | 49                 | 165              | 18                   |
| Жінки    | 235     | 47                 | 132              | 56                   |
| Разом    | 467     | 96                 | 297              | 74                   |